# Chironomus seydeli
Chironomus seydeli är en tvåvingeart som beskrevs av Maurice Emile Marie Goetghebuer 1936. Chironomus seydeli ingår i släktet Chironomus och familjen fjädermyggor.
Artens utbredningsområde är Kongo. Inga underarter finns listade i Catalogue of Life.